# Condado de Lalaing
El condado de Lalaing es un título nobiliario español con Grandeza de España, creado el 12 de julio de 1792 por el rey Carlos IV, a favor de Bruno Lalaing y Calasanz, teniente general y caballero de la Orden de Calatrava.  El título flamenco fue concedido por el emperador Carlos V en 1522.

## Antecedentes
El condado de Lalaing, de origen valón, nace a partir de la descendencia de Josse de Lalaing (1437-1483), señor de Lalaing, Montigny, Hantes y Brakele (Bracle), caballero del Orden del Toisón de Oro, almirante de Flandes, gobernador de Holanda,  Zelanda y Frisia, y de su esposa Bonne de Vievfille, padres del primer conde de Lalaing flamenco. 
La Casa de Lalaing conoció una rápida extensión en el siglo XVI, hallándose diversas ramas en posesión del marquesado de Renty, el condado de Lalaing, condado de Hoogstrate y el condado de Rennenberg, y numerosas baronías y señoríos. Ennoblecidos y honrados por sus servicios militares a la monarquía hispánica, la exigente y peligrosa contraprestación de tales servicios implicaría la extinción de la línea varonil a mediados del siglo XVII.
Aparece de nuevo a finales del siglo XVII y principios del XVIII a través de un descendiente del hermano del segundo conde Charles II (Antoine de Lalaing, conde de Hoogstraaten). Termina por unirse a la nobleza española a finales del siglo XVIII.

## Localización del Condado de Lalaing
Los territorios del condado de Lalaing se identifican actualmente con el pueblo de Ecaussinnes-Lalaing, en el municipio de Ecaussinnes, provincia de Hainaut (Bélgica), en la zona valona.
En dicho lugar se encuentra el castillo de Ecaussinnes-Lalaing, fortaleza construida en 1184 por orden de Balduino V de Henao, conde de Hainaut y conde de Flandes. Tanto los señores de Ecaussinnes, los señores de Lalaing (sus herederos, allá por el 1450) como la familia van der Burcht (que lo compró en 1642) alteraron su estructura y diseño continuamente hasta nuestros días.

## Titulares del condado flamenco de Lalaing
- Charles I de Lalaing o Carlos de Lalaing (1466-1525), I conde de Lalaing, barón de Lalaing, título concedido en 1522 por el emperador Carlos V.[1] Hijo de Josse de Lalaing (1437-1483). Además era barón de Escornaix, señor de Montigny, Hantes, Brecle, señor de Oudenaarde, etc., Chamberlain del emperador Carlos V (Carlos I de España).

Casó con Jacqueline de Luxemburgo, hija del señor de Fiennes, y con Marie de Barleimont. Fue este conde quien acogió en su casa de Audenarde (Oudenaarde) a la huérfana Johanna Maria van der Gheynst, futura amante del emperador Carlos V y madre de Margarita de Parma. Tuvo varios hijos, entre ellos a:
- Charles II de Lalaing (1506-Bruselas, 21 de noviembre de 1558), II conde de Lalaing,[2] barón de Montigny, Waurin y Condé, señor de Escornaix, Bracle St-Aubin, Wasseières, etc., Caballero de la Orden del Toisón de Oro, Senescal de Flandes, gobernador de Utrecht, Holanda y Zelanda, diputado del Ducado de Luxemburgo y, luego, Hainaut y el Cambresado.

Casó en primeras nupcias el 30 de agosto de 1528  con Marguerite de Croy (varios hijos, pero solo uno sobrevivió) y, en segundas nupcias, con Marie van Hoorn-Montmorency, señora de Condé, con varios hijos. De sus hijos, dos fueron condes de Lalaing: Emmanuel-Philibert (o François) y Philippe.
- Philippe de Lalaing (1537-1582), III conde de Lalaing, barón de Escornaix, etc.

Casó con Marquerite de Ligne, con la que tuvo una hija llamada Marguerite de Lalaing, futura condesa de Lalaing.
- Emmanuel-Philibert de Lalaing' (1557-1590) o, según otras fuentes, François, IV conde de Lalaing, marqués de Renty, vizconde de Bourbourg, señor de Chievres y Condé, etc., caballero del Toisón de Oro, gobernador de Hainaut, almirante de Flandes.

Casó con Anne de Croy, con la que tuvo dos hijos, entre ellos Alexander.
- Alexander de Lalaing' (1583-1604), V conde de Lalaing, marqués de Renty. Murió en la defensa de Sluys, dejando como heredera a:

- Marguerite de Lalaing (1578-1650), VI condesa de Lalaing y vizcondesa de Ervillers.

Casó con el conde Florent de Berlaymont. Le sucedió su hija:
- Isabelle Claire de Berlaymont (1602-1630), VII condesa de Lalaing y de Barlaymont.

Casó con Phillippe Charles, conde de Arenberg.
- Philippe Françoise I Herzog von Arenberg, o Philippe François de Arenberg' o incluso Philippe François de Ligne (1625-1674), VIII conde de Lalaing, primer duque de Arenberg y caballero del Toisón de Oro.

Casó con Magdalena de Borja y Doria. Tuvo un hijo y una hija que murieron antes que él.
Se pierde el linaje del condado de Lalaing, recuperándose con:
- Lope María-Carlos de Lalaing (Gante, 24 de mayo de 1681-Madrid, 14 de enero de 1743),[3], IX conde de Lalaing, hijo de Jacques de Lalaing, vizconde de Audenarde (Ouedenarde), descendiente directo de Josse de Lalaing (1437-1483).

Casó con la aragonesa María Matías de Calasanz y Abarca (Benabarre-10 de enero de 1770), hija de Eustaquio de Calasanz, señor del Casal de Benabarre, de Amposta, Ramastué y del Estoll, y de María Félix de Abarca. Tuvo como hijo al que fue el I conde de Lalaing (título español).

## Condes de Lalaing, título español
- Bruno Domingo de Lalaing y Calasanz (Badajoz, 10 de mayo de 1739-16 de enero de 1806), I conde de Lalaing,[4]  caballero de la Orden de Calatrava, comendador de Cañaveral por dicha orden, teniente general de los reales ejércitos, caballerizo mayor de la reina María Luisa, cabalero de la Orden del Toisón de Oro y gran cruz de la Orden de Carlos III.

Casó en primeras nupcias el 11 de febrero de 1769 de marzo de 1769 María Cayetana de la Cerda y Vera de Aragón (Mérida, 8 de febrero de 1755-San Lorenzo de El Escorial, 21 de noviembre de 1798), hija de Joaquín Rafael de la Cerda y Fernández de Torquemada, VI marqués de la Rosa y VI marqués de la Mota de Trejo, y de su esposa María Guadalupe de Vera de Aragón y Enríquez de Navarra. María Cayetana tradujo varias obras de Madame de Lambert. Después de enviudar, su esposo contrajo un segundo matrimonio el 11 de octubre de 1903, con María Teresa de Patiño y Osorio.< Sucedió su hija del primer matrimonio.
- María Joaquina de Lalaing y de la Cerda (24 de abril de 1774-Valencia, 6 de enero de 1820), II condesa de Lalaing[4][5][1] y dama de la Orden de las Damas Nobles de la Reina María Luisa el 4 de octubre de 1802.[6]

Casó el 14 de julio de 1794 con Joaquín Roca y Castellví, V marqués de Malferit, IX conde de Buñol y señor de Ayelo de Malferit. Sin descendencia, sucedió su primo:
- Cayetano Díaz de Mendoza y Lalaing (22 de julio de 1764-11 de junio de 1823), III conde de Lalaing,[1][4] III marqués de Fontanar[7] y caballero de la Orden de Carlos III. Era primo de la anterior, hijo de Pedro Díaz de Mendoza, caballero de la Orden de Santiago, y de Brígida de Lalaing y Calasanz,[8] hermana del I conde de Lalaing.

Casó el 20 de noviembre de 1800 con Jerónima Valcárcel Alfáro y Ladrón de Guevara, VI condesa de Balazote. Sucedió su hijo:
- Fernando Díaz de Mendoza y Valcárcel (Murcia, 20 de agosto de 1810-Madrid, 15 de septiembre de 1884), IV conde de Lalaing,[4] IV marqués de Fontanar, VII conde de Balazote,[11][10] senador vitalicio por la provincia de Albacete y por derecho propio[12] y caballero del Toisón de Oro.[4]

Casó el 26 de agosto de 1829 con María de la O de Uribe Yarza y Samaniego (m. 1865), marquesa de San Mamés. Tuvieron dos hijos: Mariano que le sucedió en los títulos y Fernando (n. 1833).
- Mariano Díaz de Mendoza y Uribe (14 de agosto de 1830- Madrid, 20 de abril de 1907), V conde de Lalaing,[4] V marqués de Fontanar (1860, por cesión de su padre), VIII conde de Balazote (1865),[11] grande de España y gentilhombre de S.M., presidente la Comisión de Ganaderos de Murcia (1886).

Casó en primeras nupcias en 1860 con Concepción Aguado y Flores, hija del III conde de Campohermoso. Contrajo un segundo matrimonio el 3 de mayo de 1902 con Eudoxia Fernández de Castro y Bacot. Sucedió su hijo del primer matrimonio:
- Fernando Díaz de Mendoza y Aguado (Murcia, 7 de julio de 1862-Vigo, 20 de octubre de 1930), VI conde de Lalaing[4] IX conde de Balazote,[11] grande de España, marqués de San Mamés, VI marqués de Fontanar y actor español de teatro.[13]

Casó en primeras nupcias con María Ventura Serrano Rodríguez, marquesa de Castellón, hija del general Serrano. Casó en segunda nupcias con la actriz María Guerrero Torija, con la que tuvo otros dos hijos (Carlos Fernando y Fernando Díaz de Mendoza y Guerrero, este último padre del famoso actor español Fernando Fernán Gómez). Sucedió su hijo del primer matrimonio:
- Fernando Díaz de Mendoza y Serrano (m. 1937), VII conde de Lalaing, X conde de Balazote,[11]  VII marqués de Fontanar y catedrático.[4]

Casó el 31 de julio de 1924 con Teresa Rodríguez-Intilini Pérez. Sucedió su hijo:
- Fernando Díaz de Mendoza y Rodríguez-Intilini (1924-2010), VIII conde de Lalaing,[4] XI conde de Balazote,[4] dos veces grande de España y VIII marqués de Fontanar.

Casó el 8 de septiembre de 1950 con María Luisa Ruiz Núñez. Le sucedió:
- Miguel Muguiro y Sartorius (n. en 1956), IX conde de Lalaing,[14] hijo de Rafael Muguiro y López Chicheri y de Rosa Sartorius y Álvarez de las Asturias, hija de Fernando Sartorius y Díaz de Mendoza, conde de San Luis—hijo de Fernando Sartorius y Chacón, conde de San Luis, y de Carmen Díaz de Mendoza y Aguado—, y de María del Carmen Álvarez de las Asturias y Goyeneche.